# Наутилус (подморница, 1800)
Наутилус је била подморница коју је дизајнирао Роберт Фултон и први пут тестирана 1800. године. Иако су јој претходили брод Корнелиса Дребела из 1620. и Корњача, Наутилус се често сматра првом практичном подморницом.

## Позадина
Наутилус је дизајнирао између 1793. и 1797. године: 36  амерички проналазач Роберт Фултон, који је тада живео у Првој Француској Републици. Он је безуспешно предложио Директоријуму да субвенционише његову изградњу као средство за обезбеђивање француске поморске доминације. Његов други, такође неуспешан, предлог био је да му се не исплати ништа док Наутилус стварно не потопи трговачко бродарство, а затим само мали проценат новца од награде. Фултон је свој следећи предлог упутио министру поморства, који му је дао дозволу да гради.

## Конструкција
Фултон је направио први Наутилус од бакарних лимова преко гвоздених ребара у бродоградилишту Перриер у Руану. Био је дугачак 21 фт 3 ин (6,48 м) и 6 фт 4 ин (1,93 м) у греди. Погон је обезбеђивао вијчани пропелер са ручном колендом. Шупља гвоздена кобилица је била баластни резервоар пловила, потопљена и испражњена да би се променила узгона. Два хоризонтална пераја, ронилачки авиони у модерном смислу, на здепастом хоризонталном кормилу контролисан угао зарона. Све у свему, Наутилус је подсећао на модерну истраживачку подморницу, као што је НР-1, са дугачким трупом у облику сузе. Дизајн је укључивао куполу за посматрање, донекле сличну по изгледу, ако не и функцији, на војни торањ каснијих подморница. Када би изронило, могло би се покренути склопиво једро у облику лепезе, које подсећа на она популарна на кинеским бродовима. Ваздух, изван оног затвореног у пловилу, могао би да се обезбеди помоћу дисалице направљене од водоотпорне коже.
Наутилус је од самог почетка дизајниран да носи оно што је Фултон назвао "лешином", поморску мину намењену да се увуче у контакт са непријатељским бродом. Направа на врху куполе забила је шиљасто око у непријатељски дрвени труп. Подморница је тада пустила своју мину на линији која је пролазила кроз око. Подморница је одјурила. Када би се дуга линија исплатила, мина би ударила у труп мете и експлодирала детонатором. Ове "лешине" су биле бакарне цилиндре различите величине које су носиле између десет и две стотине фунти барута. Контакт са трупом је покренуо механизам за закључавање оружја.
Наутилусови први пробни зарони били су у Сени у Руану, на доку Саинт-Герваис, почевши од 29. јула 1800. Ови тестови су били успешни, али је речна струја ометала неке тестове, па је Фултон одвезао чамац у Авр на посао у тихој сланој води луке. Тестирао је издржљивост са упаљеном свећом и открио да пламен није оспорио ваздушни капацитет дисалице. Такође је тестирао брзину својих двојице мушкараца који су се окретали у односу на брзину двојице мушкараца који су веслали на површини. Наутилус је прешао стазу од 110 m (360 ft) два минута брже од веслачке посаде. За то време променио је пропелер са четири лопатице, као ветрењача, и модификовао кормило.
Преко пријатеља као што су Гаспард Монге и Пјер Симон Лаплас, Фултон је добио интервју са Наполеоном, али није успео да добије подршку за свој брод; међутим, Фултонови пријатељи су натерали министра поморства да именује научну комисију, која ће се састојати од Волнија, Монгеа и Лапласа, да процени подморницу.
Дана 3. јула 1801, у Хавру, Фултон је спустио ревидирани Наутилус до тада изузетне дубине од 7,5 m (25 ft). Са своја три члана посаде и две упаљене свеће остао је читав сат без потешкоћа. Додавање бакарне „бомбе“ (глобуса) која садржи 200 фт3 (5,7м3) ваздуха продужило је време под водом за посаду за најмање четири и по сата. Једно од реновирања укључивало је стакло пречника 40 mm (1,6 in) у куполи, чије је светло сматрао довољним за читање сата, чинећи свеће током дневних активности непотребним. Брзинска испитивања су поставила Наутилус на два чвора на површини и превалили 400 м за 7 минута. Такође је открио да компаси раде под водом тачно као на површини.
Прво испитивање "лешине" уништило је 40-стопну шупу коју је обезбедио Адмиралитет. Фултон је предложио да не само да их подморнице користе против одређених бродова, већ да буду постављене да плутају у луке и естуарије са плимом како би насумично изазвале пустош.
Надзорни одбор је са ентузијазмом препоручио изградњу две месингане подморнице, дугачке 11 m (36 ft), широке 3,7 m (12 ft), са посадом од осам чланова, и на ваздуху за осам сати потапања.
У септембру, Наполеон је изразио интересовање да види Наутилус, само да би открио да је, пошто је јако процурила, Фултон дао да је демонтира, а да је важније делове уништио на крају тестова. Упркос бројним извештајима поузданих сведока о успеху, попут префекта маринаца из Бреста, Наполеон је одлучио да је Фултон преварант и шарлатан. Француска морнарица није имала ентузијазам за оружје које су сматрали самоубилачким за посаду, иако Фултон није имао проблема и упркос доказима, оно би било изузетно деструктивно против конвенционалних бродова.

## Планирано друго пловило
Иако су знали да Французи више нису заинтересовани, Британци су желели да осигурају да је човек са Фултоновим талентима на њиховој страни; нудећи му 800 фунти да дође у Енглеску (његово првобитно планирано одредиште пре одласка у Француску) и развије други Наутилус за њих. Победа код Трафалгара учинила је његов рад непотребним, па је све више био по страни све док није отишао, фрустриран, у Америку у октобру 1806. Оставио је папире о подморницама код америчког конзула у Лондону. Никада их није тражио, никада се није позивао на свој Наутилус рад, а радови су остали необјављени све до 1920. године.
Ови документи показују да је његов британски Наутилус био планиран као морски чамац дужине 11 m (36 ft), ширине 3 m (9,8 ft) са шесточланом посадом, који ће бити опремљен за 20 дана на мору. Горња површина је била опремљена са 30 одељака за труп. Труп је требало да имитира морску шљунку са конвенционалним јарболом и једрима која су се могла спустити и ослободити за потапање. Њен пропелер са две лопатице, још увек ручно закренут, склопио се из воде када је изронио да би смањио отпор. Када је потопљен, ваздух је долазио кроз две аеродинамичне вентилационе цеви, а светлост је долазила из борбеног торња. Међутим, ништа од овога заправо није направљено.